# Narvik község
Narvik község (norvégul: Narvik kommune) Norvégia 431 községének (kommune, helyi önkormányzattal rendelkező közigazgatási egység) egyike.

## Települések
Települések (tettsted) és népességük:
- Bjerkvik (1166)
- Narvik (14183)
- Beisfjord (630)
- Håkvik (642)

### Külső hivatkozások
- Hivatalos honlap (norvég)